# Le Camas
Pour les articles homonymes, voir Camas (homonymie).

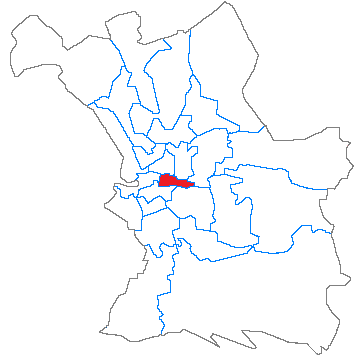
Localisation du quartier du Camas

Le Camas est un quartier du 5e arrondissement de Marseille dont l'artère principale est le début du boulevard Chave entre la place Jean-Jaurès et le boulevard Sakakini.

## Histoire
Le nom d'origine du quartier est Campus Martius ou Marcius, il est inscrit au XIe siècle dans le cartulaire de l'abbaye Saint-Victor de Marseille.
En 1849, l'église Saint-Michel est construite par l'architecte Pierre Marius Bérengier. Elle est la première église de style néo-gothique à Marseille.
De 1893 à 2004, le quartier assiste au fonctionnement du tramway 68.

### Effondrement des immeubles de la rue de Tivoli
Dans la nuit du samedi 9 au dimanche 10 avril 2023, une très violente explosion provoque l'effondrement du trois-fenêtres au no 17, rue de Tivoli. Le bâtiment au no 15 s'écroule dans la matinée de dimanche après son évacuation complète. Quarante-deux bâtiments voisins,sont également évacués et 300 personnes relogées. Huit corps sont retrouvés dans les décombres. Le drame n'est pas lié à l'insalubrité et semble donc sans relation avec celui de la rue d'Aubagne en novembre 2018. Dix-neuf immeubles sont réintégrés trois semaines après le drame.

## Toponymie
Bien que par le passé, les terres agricoles situées à cet endroit appartenaient à la famille Camas dont l'un des membres, Jean Camas est connu pour s'être consacré aux soins des pestiférés au XVIIe siècle, le nom du quartier est plus ancien. Il est ainsi attesté dès le XIe siècle dans le cartulaire de Saint-Victor sous la forme latine Campus Martius (« Champ de Mars »), évoluant en provençal sous la forme Camp Març puis par contraction capmars, camars et enfin la forme actuelle Camas dès le XIVe siècle.

## Culture locale et patrimoine

### Lieux culturels
- Place Jean-Jaurès dite « la Plaine ». Ancien emplacement du camp des croisés au XIIIe siècle, elle sert de lieu d'accueil des monarques. Elle devient une place de marché dans les années 1930.
- Cercle des boulomanes de Monte-Cristo, association de pétanque depuis 1828.

### Lieux d'enseignement
- École primaire Olivier-Gillibert
- École primaire Franklin-Roosevelt
- École maternelle Alexandre-Copello
- École maternelle et primaire Abbé-de-L'Épée
- École maternelle et primaire Chave
- École maternelle et lycée privée Saint-Charles-Camas (ouverts depuis 1854)
- École primaire et lycée privé Saint-Michel
- Lycée technologique Marie-Curie

## Patrimoine architectural

### Immeubles historiques
- Garage Devoulx par l'architecte Negrel, ancienne concession Peugeot des années 30.
- Domicile de la famille de Marcel Pagnol, au 52 rue Terrusse et 33 rue Tivoli.
- Lieu de naissance de Fernand Constantin dit Fernandel, au 72 boulevard Chave.
- Domicile d'Horace Bertin, journaliste et poète marseillais, au n° 5, rue Horace-Bertin.
- Sculptures des façades d'Eugène Pierre au 1, 3 et 5, boulevard Eugène-Pierre[8].

### Édifices religieux
- L'église Saint-Michel édifiée par l'architecte Pierre Marius Bérengier. Fondée par monseigneur de Mazenod en 1848, elle est la première église de style néo-gothique à Marseille.
- Œuvre de la Jeunesse ou Œuvre allemande fondée en 1799 par l'abbé Jean-Joseph Allemand.

### Monuments et œuvres urbains
- Cadran solaire au 117 de la rue Terrusse, sur un immeuble fin XIXe siècle.
- Statue de Fernandel signé Jacques Choquin en 2008, à l'angle du boulevard Eugène-Pierre et Chave.
- Buste en marbre d'André Chave par le sculpteur André Allar et placé par l'architecte Gaudensi Allar, à l'angle du boulevard Chave et de la place Jean-Jaurès.

### Rues et places principales
- Boulevard Chave, limite sud
- Boulevard Sakakini
- Place Jean-Jaurès, limite ouest
- Rue Saint-Pierre, limite sud
- Rue du Camas, limite sud
- Rue Abbé-de-L'Épée
- Rue Saint-Savournin, limite ouest
- Rue d'Oran, limite nord
- Rue de Tivoli, transversale nord-sud
- Rue de Locarno, limite sud
- Rue Monte-Cristo, limite nord
- Rue Jaubert

### Transports
Ce quartier était traversé entre 1893 et 2004 par le tramway 68. Une nouvelle ligne de tramway, la ligne de tramway T1, le traverse à nouveau.

## Démographie
| 1982   | 1990   | 1999   | 2006   | 2012   |
| ------ | ------ | ------ | ------ | ------ |
| 17 833 | 14 954 | 14 517 | 15 330 | 16 585 |